# European Champions League 2002-2003 (pallavolo maschile)
La European Champions League di pallavolo maschile 2002-2003 si è svolta dal 4 dicembre 2002 al 23 marzo 2003: al torneo hanno partecipato venti squadre di club europee e la vittoria finale è andata per la prima volta al Volejbol'nyj klub Lokomotiv-Belogor'e.

## Regolamento

### Formula
Le squadre hanno disputato una prima fase a gironi con formula del girone all'italiana con gare di andata e ritorno; al termine della prima fase la prima classificata di ogni girone e le tre migliori seconde classificate hanno disputato quarti di finale, giocati con gare di andata e ritorno, semifinali, finale per il terzo posto e finale.

### Criteri di classifica
Sono stati assegnati 2 punti alla squadra vincente e 1 a quella sconfitta.
L'ordine del posizionamento in classifica è stato definito in base a:
- Punti;
- Ratio dei set vinti/persi;
- Ratio dei punti realizzati/subiti.

## Squadre partecipanti
| - Almería - SSK - Belogor'e - Piemonte - AZS Częstochowa - Friedrichshafen - ZAKSA - Maaseik - Málaga - Daytona | - MGTU Mosca - Olympiakos - Paris - Budućnost Podgorica - Stade Poitevin - Roeselare - Īraklīs Salonicco - Levski Sofia - Vienna hotVolleys - Erdemir |

## Torneo

### Fase a gironi
| Girone A        | Girone B  | Girone C            | Girone D            | Girone E   |
| --------------- | --------- | ------------------- | ------------------- | ---------- |
| AZS Częstochowa | Almería   | Friedrichshafen     | SSK                 | Piemonte   |
| Maaseik         | Daytona   | Paris               | Lokomotiv-Belogor'e | Málaga     |
| Olympiakos      | Roeselare | Budućnost Podgorica | Stade Poitevin      | ZAKSA      |
| Levski Sofia    | Erdemir   | Vienna hotVolleys   | Īraklīs Salonicco   | MGTU Mosca |

#### Girone A

##### Risultati
| 4 dicembre 2002 Peace & Friendship Stadium, Atene Durata: ? - Spettatori: 250    | Olympiakos      | 3 - 1 | Levski Sofia    | 25-21, 22-25, 25-23, 25-13        |
| 4 dicembre 2002 Expodroom, Bree Durata: ? - Spettatori: 2 700                    | Maaseik         | 3 - 2 | AZS Częstochowa | 25-18, 25-27, 23-25, 25-13, 15-10 |
| 11 dicembre 2002 Hala Polonia, Częstochowa Durata: ? - Spettatori: 3 000         | AZS Częstochowa | 3 - 1 | Olympiakos      | 28-26, 25-21, 19-25, 26-24        |
| 12 dicembre 2002 Hristo Botev Hall, Sofia Durata: ? - Spettatori: 700            | Levski Sofia    | 2 - 3 | Maaseik         | 23-25, 25-20, 25-18, 24-26, 8-15  |
| 18 dicembre 2002 Peace & Friendship Stadium, Atene Durata: ? - Spettatori: 1 000 | Olympiakos      | 2 - 3 | Maaseik         | 21-25, 25-20, 19-25, 25-20, 10-15 |
| 19 dicembre 2002 Hristo Botev Hall, Sofia Durata: ? - Spettatori: 600            | Levski Sofia    | 3 - 1 | AZS Częstochowa | 25-20, 19-25, 25-23, 28-26        |
| 8 gennaio 2003 Hala Polonia, Częstochowa Durata: ? - Spettatori: 3 700           | AZS Częstochowa | 0 - 3 | Levski Sofia    | 19-25, 16-25, 17-25               |
| 8 gennaio 2003 Expodroom, Bree Durata: ? - Spettatori: ?                         | Maaseik         | 3 - 1 | Olympiakos      | 25-21, 19-25, 25-20, 25-16        |
| 15 gennaio 2003 Expodroom, Bree Durata: ? - Spettatori: 3 800                    | Maaseik         | 3 - 0 | Levski Sofia    | 25-19, 25-14, 25-19               |
| 15 gennaio 2003 Peace & Friendship Stadium, Atene Durata: ? - Spettatori: 300    | Olympiakos      | 3 - 2 | AZS Częstochowa | 25-22, 26-24, 20-25, 21-25, 15-10 |
| 22 gennaio 2003 Hala Polonia, Częstochowa Durata: ? - Spettatori: ?              | AZS Częstochowa | 0 - 3 | Maaseik         | 19-25, 18-25, 21-25               |
| 22 gennaio 2003 Hristo Botev Hall, Sofia Durata: ? - Spettatori: 2 200           | Levski Sofia    | 3 - 2 | Olympiakos      | 25-15, 25-23, 23-25, 16-25, 15-11 |

##### Classifica
| Pos | Squadra         | Pt | G | V | P | SV | SP | Ratio | PF  | PS  | Ratio |
| --- | --------------- | -- | - | - | - | -- | -- | ----- | --- | --- | ----- |
| 1   | Maaseik         | 12 | 6 | 6 | 0 | 18 | 7  | 2.571 | 566 | 490 | 1.155 |
| 2   | Levski Sofia    | 9  | 6 | 3 | 3 | 12 | 12 | 1.000 | 515 | 521 | 0.988 |
| 3   | Olympiakos      | 8  | 6 | 2 | 4 | 12 | 15 | 0.800 | 581 | 589 | 0.986 |
| 4   | AZS Częstochowa | 7  | 6 | 1 | 5 | 8  | 16 | 0.500 | 501 | 563 | 0.889 |

#### Girone B

##### Risultati
| 4 dicembre 2002 PalaPanini, Modena Durata: 1h:49 - Spettatori: 1 701                        | Daytona   | 3 - 2 | Roeselare | 20-25, 25-21, 20-25, 25-17, 15-12 |
| 5 dicembre 2002 Pabellón Municipal Rafael Florido, Almería Durata: ? - Spettatori: 1 050    | Almería   | 3 - 0 | Erdemir   | 25-23, 25-20, 25-20               |
| 11 dicembre 2002 ?, ? Durata: 1h:09 - Spettatori: 300                                       | Erdemir   | 0 - 3 | Daytona   | 22-25, 22-25, 22-25               |
| 11 dicembre 2002 Schiervelde, Roeselare Durata: ? - Spettatori: 1 900                       | Roeselare | 3 - 0 | Almería   | 25-13, 25-18, 25-19               |
| 18 dicembre 2002 PalaPanini, Modena Durata: 0h:59 - Spettatori: 1 658                       | Daytona   | 3 - 0 | Almería   | 25-14, 25-18, 25-21               |
| 18 dicembre 2002 Schiervelde, Roeselare Durata: ? - Spettatori: 2 000                       | Roeselare | 3 - 0 | Erdemir   | 25-13, 25-18, 25-23               |
| 9 gennaio 2003 ?, ? Durata: ? - Spettatori: 800                                             | Erdemir   | 2 - 3 | Roeselare | 24-26, 25-18, 34-32, 21-25, 13-15 |
| 9 gennaio 2003 Pabellón Municipal Rafael Florido, Almería Durata: 1h:19 - Spettatori: 1 500 | Almería   | 0 - 3 | Daytona   | 22-25, 15-25, 29-31               |
| 15 gennaio 2003 Pabellón Municipal Rafael Florido, Almería Durata: ? - Spettatori: 750      | Almería   | 3 - 1 | Roeselare | 26-24, 26-24, 19-25, 25-23        |
| 15 gennaio 2003 PalaPanini, Modena Durata: 1h:04 - Spettatori: 1 912                        | Daytona   | 3 - 0 | Erdemir   | 25-17, 25-21, 25-23               |
| 22 gennaio 2003 ?, ? Durata: ? - Spettatori: 151                                            | Erdemir   | 3 - 0 | Almería   | 25-21, 25-18, 25-22               |
| 22 gennaio 2003 Schiervelde, Roeselare Durata: 1h:04 - Spettatori: 2 500                    | Roeselare | 0 - 3 | Daytona   | 20-25, 18-25, 22-25               |

##### Classifica
| Pos | Squadra   | Pt | G | V | P | SV | SP | Ratio | PF  | PS  | Ratio |
| --- | --------- | -- | - | - | - | -- | -- | ----- | --- | --- | ----- |
| 1   | Daytona   | 12 | 6 | 6 | 0 | 18 | 2  | 9.000 | 486 | 406 | 1.197 |
| 2   | Roeselare | 9  | 6 | 3 | 3 | 12 | 11 | 1.090 | 522 | 497 | 1.050 |
| 3   | Almería   | 8  | 6 | 2 | 4 | 6  | 13 | 0.461 | 401 | 465 | 0.862 |
| 4   | Erdemir   | 7  | 6 | 1 | 5 | 5  | 15 | 0.333 | 436 | 477 | 0.914 |

#### Girone C

##### Risultati
| 4 dicembre 2002 Budocenter, Vienna Durata: ? - Spettatori: 2 500                 | Vienna hotVolleys   | 0 - 3 | Paris               | 23-25, 21-25, 21-25              |
| 5 dicembre 2002 Sport Arena, Friedrichshafen Durata: ? - Spettatori: 2 500       | Friedrichshafen     | 3 - 2 | Budućnost Podgorica | 24-26, 25-11, 20-25, 25-17, 15-6 |
| 10 dicembre 2002 Sportski Centar Morača, Podgorica Durata: ? - Spettatori: 3 500 | Budućnost Podgorica | 3 - 1 | Vienna hotVolleys   | 23-25, 25-22, 26-24, 25-18       |
| 12 dicembre 2002 Salle Pierre Charpy, Parigi Durata: ? - Spettatori: 800         | Paris               | 3 - 1 | Friedrichshafen     | 25-13, 25-22, 20-25, 25-16       |
| 18 dicembre 2002 Budocenter, Vienna Durata: ? - Spettatori: 2 000                | Vienna hotVolleys   | 1 - 3 | Friedrichshafen     | 23-25, 21-25, 25-22, 21-25       |
| 17 dicembre 2002 Salle Pierre Charpy, Parigi Durata: ? - Spettatori: 1 400       | Paris               | 3 - 0 | Budućnost Podgorica | 25-16, 25-21, 25-19              |
| 7 gennaio 2003 Sportski Centar Morača, Podgorica Durata: ? - Spettatori: 2 500   | Budućnost Podgorica | 0 - 3 | Paris               | 20-25, 18-25, 20-25              |
| 9 gennaio 2003 Sport Arena, Friedrichshafen Durata: ? - Spettatori: 3 000        | Friedrichshafen     | 3 - 1 | Vienna hotVolleys   | 20-25, 25-20, 25-22, 28-26       |
| 16 gennaio 2003 Sport Arena, Friedrichshafen Durata: ? - Spettatori: 3 000       | Friedrichshafen     | 2 - 3 | Paris               | 25-14, 22-25, 21-25, 25-23, 6-15 |
| 15 gennaio 2003 Budocenter, Vienna Durata: ? - Spettatori: 1 000                 | Vienna hotVolleys   | 3 - 1 | Budućnost Podgorica | 23-25, 25-17, 25-19, 25-17       |
| 22 gennaio 2003 Sportski Centar Morača, Podgorica Durata: ? - Spettatori: 900    | Budućnost Podgorica | 0 - 3 | Friedrichshafen     | 22-25, 24-26, 29-31              |
| 22 gennaio 2003 Salle Pierre Charpy, Parigi Durata: ? - Spettatori: 1 000        | Paris               | 3 - 1 | Vienna hotVolleys   | 13-25, 25-19, 25-19, 28-26       |

##### Classifica
| Pos | Squadra             | Pt | G | V | P | SV | SP | Ratio | PF  | PS  | Ratio |
| --- | ------------------- | -- | - | - | - | -- | -- | ----- | --- | --- | ----- |
| 1   | Paris               | 12 | 6 | 6 | 0 | 18 | 4  | 4.500 | 513 | 443 | 1.158 |
| 2   | Friedrichshafen     | 10 | 6 | 4 | 2 | 15 | 10 | 1.500 | 561 | 540 | 1.038 |
| 3   | Vienna hotVolleys   | 7  | 6 | 1 | 5 | 7  | 16 | 0.437 | 524 | 538 | 0.974 |
| 4   | Budućnost Podgorica | 7  | 6 | 1 | 5 | 6  | 16 | 0.375 | 451 | 528 | 0.854 |

#### Girone D

##### Risultati
| 5 dicembre 2002 Selim Sırrı Tarcan Spor Salonu, Ankara Durata: ? - Spettatori: 1 200 | SSK                 | 2 - 3 | Lokomotiv-Belogor'e | 29-27, 12-25, 25-23, 12-25, 14-16 |
| 3 dicembre 2002 Salle Lawson Body, Poitiers Durata: ? - Spettatori: 3 600            | Stade Poitevin      | 3 - 2 | Īraklīs Salonicco   | 25-21, 27-25, 25-27, 18-25, 15-13 |
| 11 dicembre 2002 Sports Center Evosmos, Salonicco Durata: ? - Spettatori: 600        | Īraklīs Salonicco   | 3 - 0 | SSK                 | 32-30, 25-12, 25-22               |
| 11 dicembre 2002 Sports Palace Cosmos, Belgorod Durata: ? - Spettatori: 4 030        | Lokomotiv-Belogor'e | 3 - 1 | Stade Poitevin      | 23-25, 25-8, 25-23, 25-14         |
| 17 dicembre 2002 Selim Sırrı Tarcan Spor Salonu, Ankara Durata: ? - Spettatori: 950  | SSK                 | 2 - 3 | Stade Poitevin      | 25-23, 35-37, 21-25, 26-24, 11-15 |
| 19 dicembre 2002 Sports Palace Cosmos, Belgorod Durata: ? - Spettatori: 4 000        | Lokomotiv-Belogor'e | 3 - 0 | Īraklīs Salonicco   | 25-18, 25-18, 25-11               |
| 8 gennaio 2003 Sports Center Evosmos, Salonicco Durata: ? - Spettatori: 600          | Īraklīs Salonicco   | 1 - 3 | Lokomotiv-Belogor'e | 25-15, 25-27, 20-25, 17-25        |
| 7 gennaio 2003 Salle Lawson Body, Poitiers Durata: ? - Spettatori: 4 000             | Stade Poitevin      | 3 - 1 | SSK                 | 26-24, 25-20, 21-25, 25-14        |
| 14 gennaio 2003 Salle Lawson Body, Poitiers Durata: ? - Spettatori: 4 000            | Stade Poitevin      | 3 - 2 | Lokomotiv-Belogor'e | 25-21, 21-25, 25-22, 22-25, 15-11 |
| 15 gennaio 2003 Selim Sırrı Tarcan Spor Salonu, Ankara Durata: ? - Spettatori: 700   | SSK                 | 3 - 1 | Īraklīs Salonicco   | 25-15, 23-25, 25-21, 25-21        |
| 22 gennaio 2003 Sports Center Evosmos, Salonicco Durata: ? - Spettatori: 450         | Īraklīs Salonicco   | 3 - 1 | Stade Poitevin      | 25-20, 25-16, 23-25, 25-21        |
| 22 gennaio 2003 Sports Palace Cosmos, Belgorod Durata: ? - Spettatori: 5 000         | Lokomotiv-Belogor'e | 3 - 0 | SSK                 | 25-18, 25-18, 27-25               |

##### Classifica
| Pos | Squadra             | Pt | G | V | P | SV | SP | Ratio | PF  | PS  | Ratio |
| --- | ------------------- | -- | - | - | - | -- | -- | ----- | --- | --- | ----- |
| 1   | Lokomotiv-Belogor'e | 11 | 6 | 5 | 1 | 17 | 7  | 2.428 | 562 | 465 | 1.208 |
| 2   | Stade Poitevin      | 10 | 6 | 4 | 2 | 14 | 13 | 1.076 | 591 | 612 | 0.965 |
| 3   | Īraklīs Salonicco   | 8  | 6 | 2 | 4 | 10 | 13 | 0.769 | 507 | 521 | 0.973 |
| 4   | SSK                 | 7  | 6 | 1 | 5 | 8  | 16 | 0.500 | 516 | 578 | 0.892 |

#### Girone E

##### Risultati
| 4 dicembre 2002 Hala Centrum, Dąbrowa Górnicza Durata: ? - Spettatori: 2 500       | ZAKSA      | 3 - 0 | Málaga     | 30-28, 25-15, 25-18               |
| 5 dicembre 2002 Lužniki Sports Palace, Mosca Durata: 1h:42 - Spettatori: 800       | MGTU Mosca | 3 - 2 | Piemonte   | 25-18, 21-25, 22-25, 25-20, 16-14 |
| 11 dicembre 2002 Palazzetto dello Sport, La Spezia Durata: 1h:21 - Spettatori: ?   | Piemonte   | 2 - 3 | ZAKSA      | 20-25, 25-21, 13-25, 25-17, 10-15 |
| 11 dicembre 2002 Pabellón Municipal, Malaga Durata: ? - Spettatori: 151            | Málaga     | 1 - 3 | MGTU Mosca | 25-23, 23-25, 15-25, 16-25        |
| 18 dicembre 2002 Hala Centrum, Dąbrowa Górnicza Durata: ? - Spettatori: ?          | ZAKSA      | 0 - 3 | MGTU Mosca | 23-25, 22-25, 19-25               |
| 19 dicembre 2002 Pabellón Municipal, Malaga Durata: 1h:59 - Spettatori: 220        | Málaga     | 2 - 3 | Piemonte   | 23-25, 25-20, 26-24, 19-25, 11-15 |
| 8 gennaio 2003 Palazzetto dello Sport, La Spezia Durata: 1h:14 - Spettatori: 1 800 | Piemonte   | 3 - 0 | Málaga     | 25-22, 25-22, 26-24               |
| 8 gennaio 2003 Lužniki Sports Palace, Mosca Durata: ? - Spettatori: 1 005          | MGTU Mosca | 0 - 3 | ZAKSA      | 19-25, 22-25, 20-25               |
| 14 gennaio 2003 Lužniki Sports Palace, Mosca Durata: ? - Spettatori: 200           | MGTU Mosca | 3 - 0 | Málaga     | 25-20, 25-16, 25-17               |
| 15 gennaio 2003 Hala Centrum, Dąbrowa Górnicza Durata: 1h:41 - Spettatori: 4 000   | ZAKSA      | 3 - 2 | Piemonte   | 27-29, 25-20, 19-25, 25-22, 16-14 |
| 22 gennaio 2003 Palazzetto dello Sport, La Spezia Durata: 1:14 - Spettatori: 500   | Piemonte   | 3 - 0 | MGTU Mosca | 29-27, 25-19, 25-21               |
| 22 gennaio 2003 Pabellón Municipal, Malaga Durata: ? - Spettatori: 151             | Málaga     | 0 - 3 | ZAKSA      | 22-25, 18-25, 11-25               |

##### Classifica
| Pos | Squadra    | Pt | G | V | P | SV | SP | Ratio | PF  | PS  | Ratio |
| --- | ---------- | -- | - | - | - | -- | -- | ----- | --- | --- | ----- |
| 1   | ZAKSA      | 11 | 6 | 5 | 1 | 15 | 7  | 2.142 | 509 | 451 | 1.128 |
| 2   | MGTU Mosca | 10 | 6 | 4 | 2 | 12 | 9  | 1.333 | 485 | 452 | 1.073 |
| 3   | Piemonte   | 9  | 6 | 3 | 3 | 15 | 11 | 1.363 | 569 | 563 | 1.010 |
| 4   | Málaga     | 6  | 6 | 0 | 6 | 3  | 18 | 0.166 | 416 | 513 | 0.810 |

### Quarti di finale

#### Andata
| 12 febbraio 2003 PalaPanini, Modena Durata: 1h:24 - Spettatori: 2 000      | Daytona        | 3 - 1 | Friedrichshafen     | 21-25, 25-21, 25-15, 25-17        |
| 11 febbraio 2003 Hala Centrum, Dąbrowa Górnicza Durata: ? - Spettatori: ?  | ZAKSA          | 3 - 0 | Maaseik             | 25-19, 27-25, 25-19               |
| 11 febbraio 2003 Salle Lawson Body, Poitiers Durata: ? - Spettatori: 4 300 | Stade Poitevin | 3 - 2 | Paris               | 25-22, 25-19, 18-25, 18-25, 17-15 |
| 13 febbraio 2003 BSS Basket Hall, Kazan' Durata: ? - Spettatori: 986       | MGTU Mosca     | 1 - 3 | Lokomotiv-Belogor'e | 25-20, 13-25, 17-25, 20-25        |

#### Ritorno
| 19 febbraio 2003 Sport Arena, Friedrichshafen Durata: 1h:33 - Spettatori: 4 200 | Friedrichshafen     | 3 - 2 | Daytona        | 25-23, 20-25, 21-25, 25-20, 16-14 |
| 19 febbraio 2003 Expodroom, Bree Durata: ? - Spettatori: ?                      | Maaseik             | 3 - 1 | ZAKSA          | 21-25, 25-17, 25-19, 25-21        |
| 18 febbraio 2003 Salle Pierre Charpy, Parigi Durata: ? - Spettatori: 2 000      | Paris               | 3 - 0 | Stade Poitevin | 25-21, 25-21, 25-23               |
| 18 febbraio 2003 Sports Palace Cosmos, Belgorod Durata: ? - Spettatori: 3 600   | Lokomotiv-Belogor'e | 3 - 1 | MGTU Mosca     | 25-11, 25-23, 17-25, 25-19        |

#### Squadre qualificate
- Lokomotiv-Belogor'e
- ZAKSA[1]
- Daytona[1]
- Paris[1]

### Final Four
|  | Semifinali          | Semifinali          | Semifinali          |                     |         | Finale             | Finale             | Finale             |  |
|  |                     |                     |                     |                     |         |                    |                    |                    |  |
|  | Daytona             | Daytona             | 3                   |                     |         |                    |                    |                    |  |
|  | Daytona             | Daytona             | 3                   |                     |         |                    |                    |                    |  |
|  | ZAKSA               | ZAKSA               | 1                   |                     |         |                    |                    |                    |  |
|  | ZAKSA               | ZAKSA               | 1                   |                     | Daytona | Daytona            | 0                  |                    |  |
|  |                     |                     |                     |                     | Daytona | Daytona            | 0                  |                    |  |
|  |                     |                     | Lokomotiv-Belogor'e | Lokomotiv-Belogor'e | 3       |                    |                    |                    |  |
|  | Paris               | Paris               | Lokomotiv-Belogor'e | Lokomotiv-Belogor'e | 3       | 2                  |                    |                    |  |
|  | Paris               | Paris               |                     |                     |         | 2                  |                    |                    |  |
|  | Lokomotiv-Belogor'e | Lokomotiv-Belogor'e | 3                   |                     |         | Finale 3º/4º posto | Finale 3º/4º posto | Finale 3º/4º posto |  |
|  | Lokomotiv-Belogor'e | Lokomotiv-Belogor'e | 3                   |                     |         |                    |                    |                    |  |
|  |                     |                     |                     |                     |         |                    |                    |                    |  |
|  |                     |                     |                     |                     |         | ZAKSA              | ZAKSA              | 3                  |  |
|  |                     |                     |                     |                     |         | ZAKSA              | ZAKSA              | 3                  |  |
|  |                     |                     |                     |                     |         | Paris              | Paris              | 0                  |  |

#### Semifinali
| 22 marzo 2003 Mediolanum Forum, Assago Durata: 1h:31 - Spettatori: 6 500 | Daytona | 3 - 1 | ZAKSA               | 32-30, 23-25, 25-15, 25-14        |
| 22 marzo 2003 Mediolanum Forum, Assago Durata: ? - Spettatori: 3 500     | Paris   | 2 - 3 | Lokomotiv-Belogor'e | 32-30, 23-25, 26-24, 21-25, 10-15 |

#### Finale 3º posto
| 23 marzo 2003 Mediolanum Forum, Assago Durata: ? - Spettatori: 8 000 | ZAKSA | 3 - 0 | Paris | 26-24, 28-26, 25-21 |

#### Finale
| 23 marzo 2003 Mediolanum Forum, Assago Durata: 1h:13 - Spettatori: 12 500 | Daytona | 0 - 3 | Lokomotiv-Belogor'e | 22-25, 24-26, 23-25 |